# Operace Weserübung
Operace Weserübung (česky: Cvičení na Vezeře) byl krycí název německé invaze do Dánska a Norska v roce 1940 během druhé světové války. Německá vojska bez vyhlášení války zahájila kombinovaný útok pěchoty, výsadkářů a námořních invazních jednotek 9. dubna v 5 hodin ráno a během jediného dne dokázala dobýt Dánsko a v následujících dvou měsících i přes pomoc spojeneckých sil Norsko. Okupace obou zemí poté trvala až do konce války v květnu 1945.
Hlavním důvodem německého útoku bylo zabezpečení dovozu švédské železné rudy do Německa, nezbytné pro válečnou výrobu. Úspěch operace Spojencům znemožnil plánované preventivní obsazení Norska a možnost účinně ničit zásobovací konvoje ze vzduchu a kvůli kontrole dánských úžin Němci i z moře.
Německé vítězství však bylo vykoupeno velkými ztrátami Kriegsmarine. Potopen byl moderní těžký křižník Blücher, lehké křižníky Königsberg a Karlsruhe a deset torpédoborců, další lodě navíc byly poškozeny.

## Před bitvou

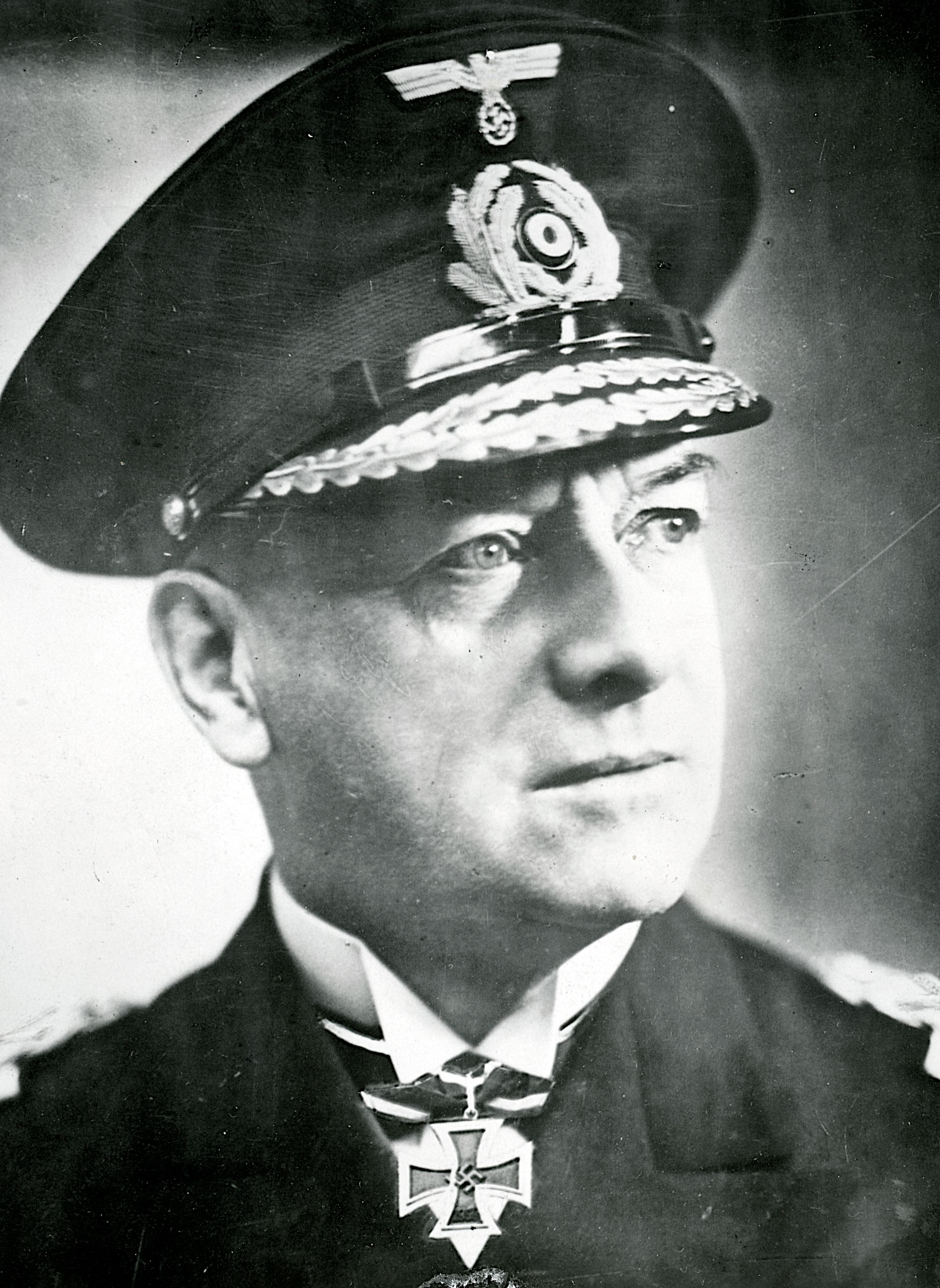
Erich Raeder, původce operace Weserübung

Na jaře roku 1939 začali kompetentní důstojníci britského námořnictva uvažovat o tom, že se Skandinávie stane bojištěm budoucího konfliktu s Německem. Jako ve většině zemí, které nesly tíhu první světové války si však britská vláda ani valná část armády neuměla představit jiný průběh bojů než vleklou zákopovou válku a s tím spojené obrovské ztráty na životech. Proto začali rozpracovávat možnost blokády, která by oslabila Německo nepřímo. Německá vojenská mašinérie byla totiž do značné míry závislá na dodávkách železné rudy ze Švédska. Velká část této rudy se do Německa dostávala přes norský přístav Narvik. Kontrola norského pobřeží, včetně tohoto přístavu měla být rozhodující částí námořní blokády Německa.
Krátce po vypuknutí války, v říjnu 1939 velkoadmirál Erich Raeder tlumočil Hitlerovi existenci potenciálního nebezpečí, v případě, že by Norsko souhlasilo s přítomností námořních základen britského námořnictva na svém území. Stejně vyjádřil nutnost likvidace tohoto potenciálního nebezpečí v následujícím období. Proto navrhoval připravit návrh vojenské operace, která by další činnosti Britů, případně jejich spojenců zabránila. V té době se však hlavní důraz kladl na přípravu útoku na Francii, přes země Beneluxu.
Koncem listopadu 1939, Winston Churchill, jako první lord admirality a nový člen válečného kabinetu, navrhl zaminovat Norské pobřežní vody, což by přimělo německé obchodní lodě k plavbě přes otevřené moře, kde by bylo poměrně snadné je stíhat. Tento návrh však Neville Chamberlain a Lord Halifax zamítli pro možnou negativní reakci neutrálních zemí, jakými byly i Spojené státy. Následnou situaci dále zkomplikoval začátek zimní války mezi SSSR a Finskem v listopadu 1939.
V prosinci 1939 Spojené království začalo s Francií připravovat posílání vojenské pomoci sužovanému Finsku. Tento plán zahrnoval vylodění množství vojska v Narviku v severním Norsku, poblíž hlavních důlních oblastí Švédska. Následně by umožnil spojeneckým vojskům kontrolu nad důlními oblastmi i důležitými přístupovými cestami rudy do Norska. Řešení okamžitě získalo podporu Chamberlaina i Halifaxe. Ti se navíc spoléhali na spolupráci s Norskem, které stejně jako spojenci pomáhalo Finsku. Tato spolupráce by pak mohla být právním i morálním odůvodněním případných bojových operací na tomto území. Ale v Norsku i Švédsku existovala proti takovému plánu velká opozice, která spolu s ukončením zimní války v březnu 1940 zlikvidovala poslední naděje Spojenců na dohodu se skandinávskými zeměmi.

## Plány stran
Možnost zásahu spojenců ve Skandinávii byla pro Německo natolik nebezpečná, že 14. prosince 1939, požádal Hitler vrchní velení armády o rozpracování plánu "Studie Nord" na zásah v Norsku a Dánsku. V následujících dnech byl plán doplněn německým námořnictvem. Opíral se hlavně o energické a překvapivé útoky vojsk na důležité cíle. Za využití silnějších vojsk, než se původně počítalo. Změnil se i název. Operace se měla jmenovat "Operation Weserübung". Hlavní složkou pozemního vojska v ní měl tvořit XXI. armádní sbor, který zahrnoval jednu horskou a 5 pěchotních divizí, z nichž ani jedna nebyla dosud nasazena v boji. Bojů se měly účastnit i výsadkové oddíly, jejichž úkolem měla být obsazení norských letišť. Později bylo německé vojsko doplněno o 1 horskou divizi. Území Dánska mělo být původně získáno pro potřeby Hitlera diplomatickou cestou, ale 1. března Hitler změnil názor a pro útok na Dánsko vybral XXXI. armádní sbor. Celou operaci mělo podporovat asi 1000 letadel různého druhu, spadajících pod X. letecký sbor.
V únoru 1940 britský torpédoborec HMS Cossack v norských vodách zastavil německou obchodní loď Altmark a vysvobodil britské válečné zajatce, které loď odvážela. Tento incident byl pro Hitlera známkou toho, že Spojené království nebude dále respektovat svrchovanost Norských výsostných vod, a dále urychlil přípravu invaze, o které zatím neměli Spojenci přesné nebo žádné informace.
12. března Spojené království rozhodlo o vyslání expedičního sboru na pomoc Finům. Tyto jednotky se začaly naloďovat následující den, jenže operace byla brzy zrušena v důsledku skončení zimní války. Namísto toho britský válečný kabinet rozhodl o zaminování norských pobřežních vod. První miny Britové umístili 8. dubna v rámci operace Wilfred, ale to už bylo pozdě.
Je evidentní, že napadené země nečekaly německý útok a stejně tak je zjevné, že Winston Churchill (tehdy první lord admirality) a jeho vojenští poradci hrubě podcenili možnosti Německa. Známý je Churchillův výrok, který pronesl 2 dny po zahájení německého útoku:
„Podle mého názoru, který sdílejí i moji zkušení odborní poradci, se Herr Hitler právě dopustil vážné strategické chyby… (…) mám dojem, že můžeme velmi vytěžit z hrubé strategické chyby, ke které byl dohnán.“
Toto zhodnocení situace možná i bylo realistické, ovšem faktem je, že německé akce, byť přehnaně velkorysé a v mnohém ohledu až fušersky velkomyslné (viz útok na Oslo), byly relativně solidně naplánovány a energicky provedeny, a že součinnost Royal Navy a jednotek expedičního sboru byla natolik špatná a zmatená, že byl nakonec německý úspěch (s malou mezihrou u Narviku) téměř úplný.

## Provedení
Operace byla zahájena v ranních hodinách 9. dubna 1940. Dánsko bylo obsazeno bez boje, ale Norové vzdorovali. Německé síly určené k vylodění v Norsku byly rozděleny do 6 skupin, které doplňovaly německé vzdušné výsadky. Luftwaffe brzy získala absolutní nadvládu ve vzduchu.

### Útok na Dánsko

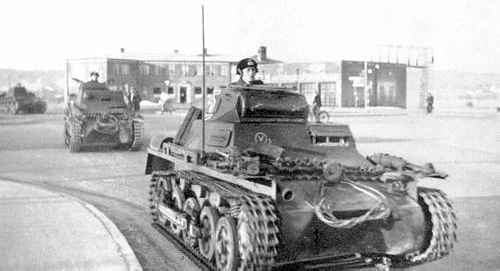
Německé tanky PzKpfw I v dánském Aabenraa

Dánsko bylo pro Německo v podstatě nepříliš důležitým cílem, jeho největší význam spočíval v tom, že bylo ideálním odrazovým můstkem při útoku na Norsko. Celá tato země je poměrně malá a rovinatá, což z ní dělalo ideální bojiště. Malá dánská armáda neměla velkou šanci německým vojskům vzdorovat. Ráno 9. dubna se však několik jednotek postavilo útočníkům na odpor, ale než byly přinuceny se vzdát, ztratily tyto jednotky několik desítek vojáků.
Poté, co se asi 1 000 německých vojáků ráno vylodilo v kodaňském přístavu, pustil se s nimi do boje oddíl královské gardy. Jakmile se rozhořely první boje, několik letek bombardérů Heinkel He 111 a Dornier Do 17 začalo bombardovat město. Dánská vláda, která nechtěla riskovat ztráty na civilním obyvatelstvu, okamžitě kapitulovala. Hitler následně ponechal Dánům poměrně velkou míru samostatnosti, která přetrvala až do léta roku 1943.

### Útok na Norsko

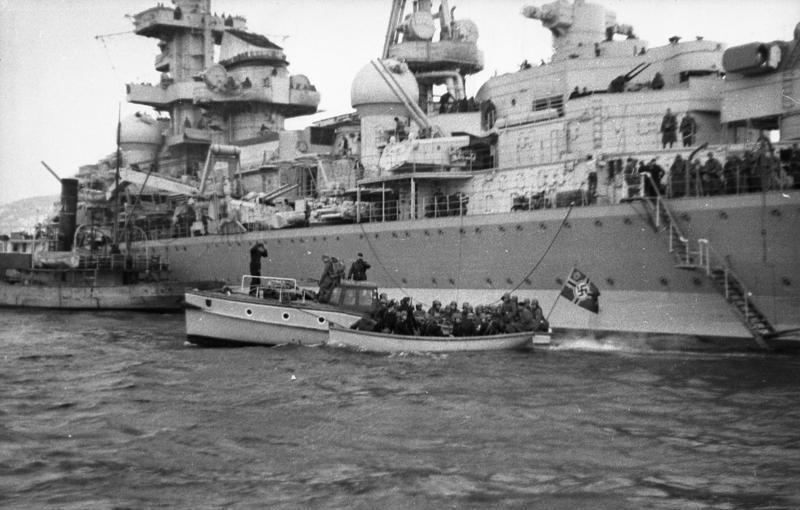
Německé jednotky se vyloďují z těžkého křižníku Admiral Hipper v Trondheimu

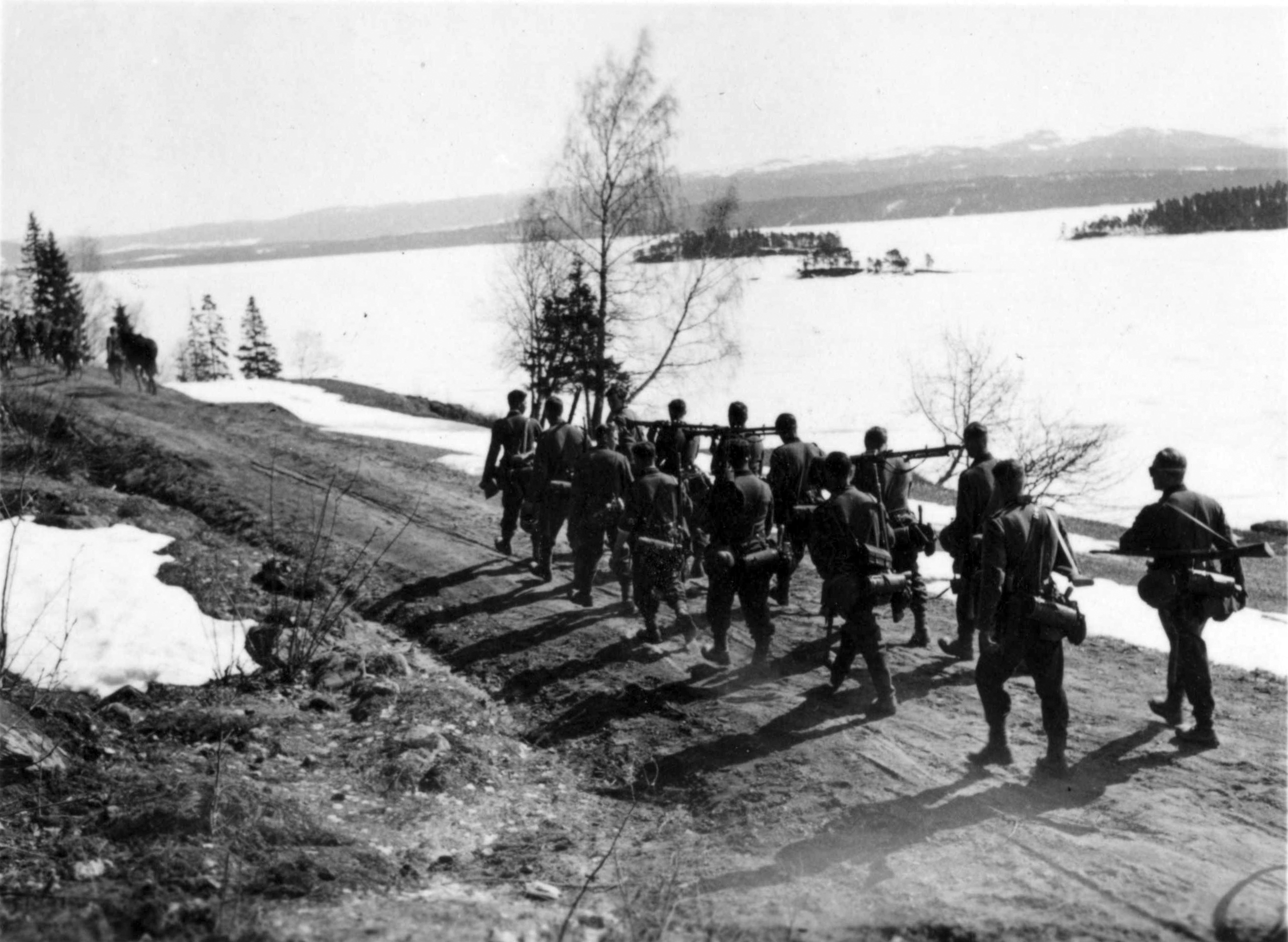
Rakouské jednotky horských myslivců postupují k vesnici Snåsa

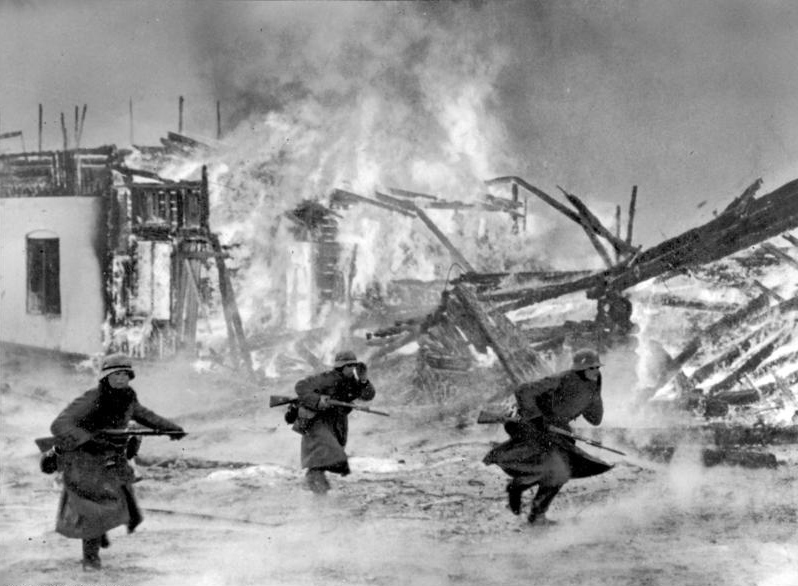
Německá pěchota v boji o hořící norskou vesnicí

Obsazení Norska už však tak snadné nebylo. Hned na začátku útoku na Oslo Němci ztratili při vstupu do Oslofjordu těžký křižník Blücher, který těžce poškodila norská pobřežní dělostřelecká baterie a dorazila torpéda z pobřežní torpédové baterie. Na křižníku Blücher při tom zahynulo asi 600 - 1000 námořníků. Obránci hlavního města získali čas pro královskou rodinu a parlament, kteří byli evakuováni z města spolu se státní pokladnou. To mělo za následek, že se Norsko nikdy nevzdalo okupantům a ponechalo zemi napospas Quislingově nelegitimní vládě, která uzavřela s Německem spojenectví. Navíc byly norské síly zcela odříznuty od pomoci západních spojenců a mnoho na tom nezměnilo ani britské vylodění okolo Narviku, které přineslo jen částečný úspěch, jednak díky hrubým chybám britského velení, jednak díky faktu, že Německo mělo prakticky po celou dobu bojů v Norsku výraznou až absolutní vzdušnou převahu.
Mezitím přistály německé výsadkové jednotky na letištích Fornebu v Oslu, dále u Kjeviku a Stavangeru. Uskutečnily tak první bojový výsadek v historii. Jedním z letců, kteří se zúčastnili výsadku a přistáli na letišti Kjevik byl i Reinhard Heydrich, pozdější říšský protektor Čech a Moravy. Města Bergen, Stavanger, Egersund, Kristiansand, Arendal, Horten, Trondheim i Narvik se útočníkům podařilo obsadit během 24 hodin.
V Ofotfjordu u Narviku však v následujících dnech proběhlo několik námořních střetů. Nejprve mezi pobřežní ochranou a německými útočníky a později při setkání německých lodí s královským námořnictvem. Torpéda s magnetickou roznětkou na německých ponorkách se ukázala být v arktických podmínkách neúčinná a nemalou měrou přispěla k německým neúspěchům. Němci ztratili prakticky všechny torpédoborce v okolí Narviku, Britové však zase neměli žádnou pěchotu, která by vyhnala Němce z města. Pozemní boje následně začaly v polovině dubna. Němci soustředili, kromě asi 2 000 vyloděných vojáků generála Dietla, i posádky potopených lodí a postavili se Spojencům na účinný odpor. Britské, francouzské, norské a polské vojsko sice postupně zatlačilo Němce do velmi nevýhodné pozice a téměř je přinutilo ke stažení z oblasti, ale své dílo nedokonalo. Poprvé se zde projevilo Hitlerovo zasahování do bojových operaci, kdy v obavě před zničením jednotek u Narviku vydal příkaz na ústup německých jednotek do Švédska, kde by byly internovány. Hitlerův nesmyslný rozkaz byl brzy zrušen, 24. května totiž britské a francouzské nejvyšší velení rozhodlo o stažení vojsk z oblasti v důsledku neúspěchů na frontě ve Francii k ochraně vlastního území před hrozícím vyloděním. Němci znovu získali Narvik 10. června, v den, kdy Norsko kapitulovalo.
Při evakuaci Němci napadli britské lodě a potopili letadlovou loď HMS Glorious.

## Výsledky operace

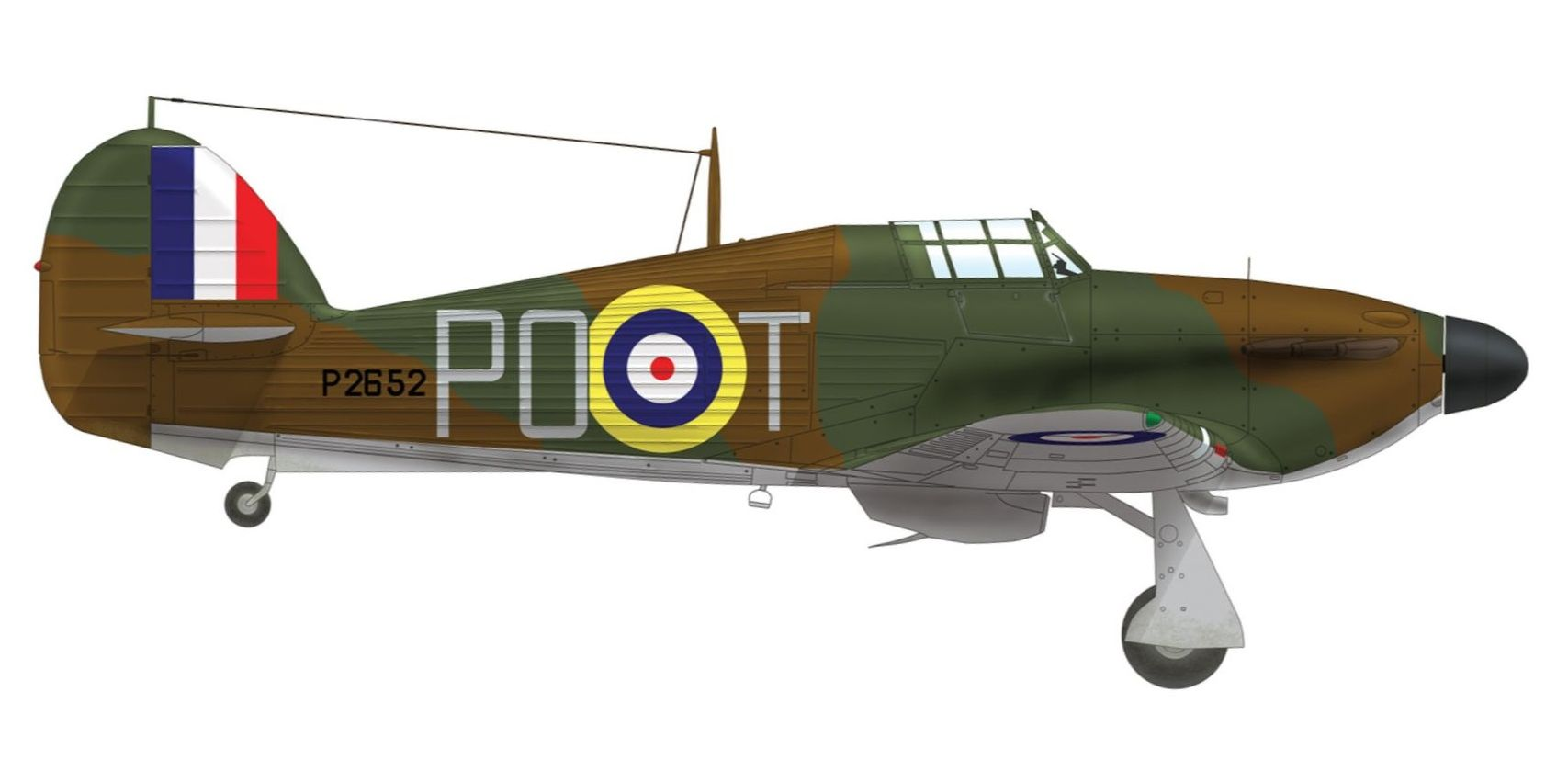
Hawker Hurricane Mk.I od 46. perutě RAF v době norské kampaně, květen 1940. Stroj byl zanechán na letišti v Norsku

Německé hladinové loďstvo utrpělo těžké ztráty (včetně těžkého křižníku Blücher a dvou lehkých křižníků, Königsberg a Karlsruhe) a jeho zbrusu nová flotila torpédoborců byla téměř vyhlazena (Německo jich ztratilo celkem 10). Na druhé straně i přes tyto nepříznivé výsledky bylo německé vítězství jednoznačné – i britské námořnictvo utrpělo těžké ztráty (včetně letadlové lodi HMS Glorious) a pozemní a vzdušná střetnutí pak skončila naprosto jednoznačně – britské síly i norské vládní jednotky byly deklasovány. Británii se poté podařilo většinu jednotek z Norska evakuovat. Německo ve výsledku získalo výhodné základny pro operace leteckých a námořních sil, které pak používalo k boji proti spojeneckým konvojům (viz Druhá bitva o Atlantik).

## Mezinárodní důsledky
Okupace Dánska a Norska vedla k naprosté izolaci Švédska a Finska od západních Spojenců. Zatímco pro Švédsko to pouze znamenalo, že bude muset učinit určité ústupky Němcům, pro Finsko představovala vzniklá situace mnohem bezprostřednější hrozbu. Za nové situace bylo totiž odříznuto od vojenských dodávek z Británie a Francie a ztracena byla i možnost, že by mu tyto státy v budoucnu mohly poslat na pomoc vojenské jednotky (navíc bylo logické, že po porážkách v Norsku a Francii začali mít Finové pochybnosti o jejich schopnosti komukoliv účinně pomoci). Jelikož SSSR i nadále představoval pro tuto zemi smrtelnou hrozbu a stupňoval napětí, mělo Finsko jen dvě možnosti: buďto mohlo čelit SSSR samo, nebo se spojit s Německem. Jelikož první možnost byla shledána zcela nerealistickou, nezbyla mu nakonec než druhá možnost.

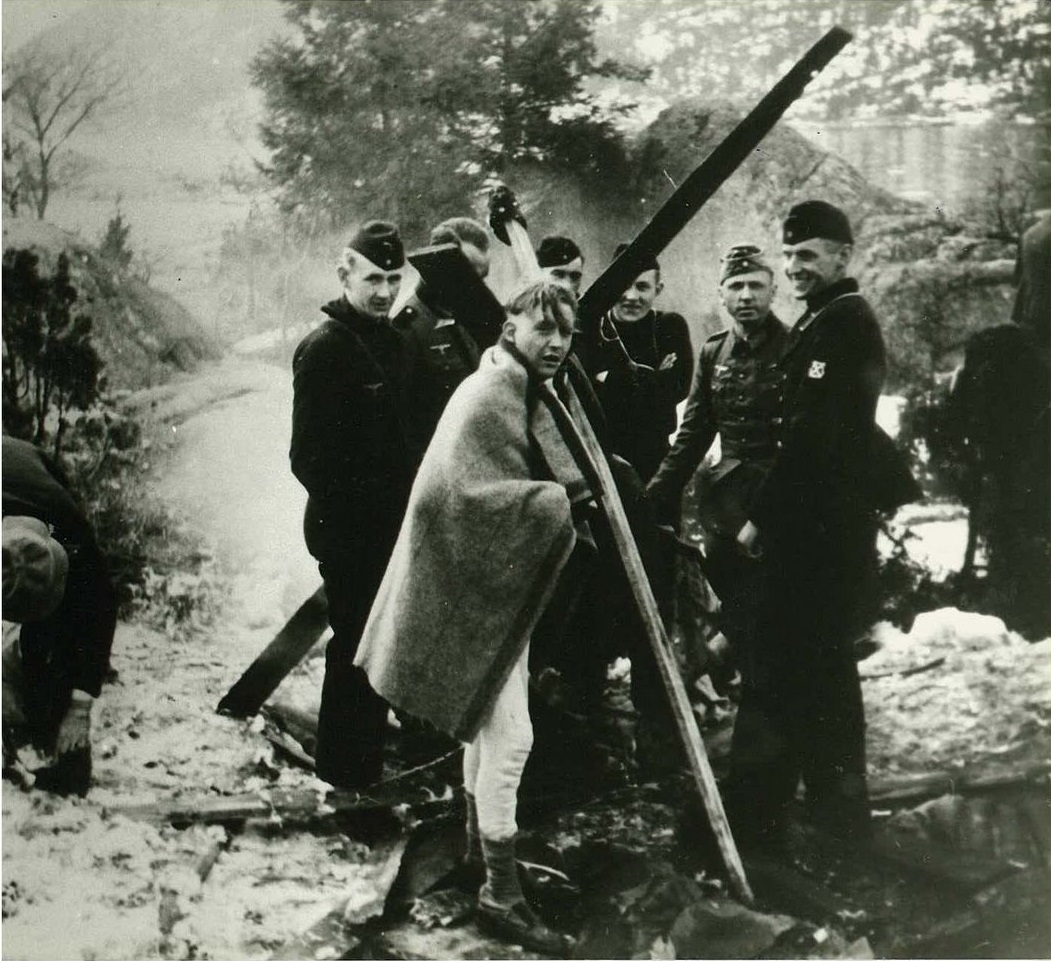
Němečtí trosečníci z těžkého křižníku Blücher
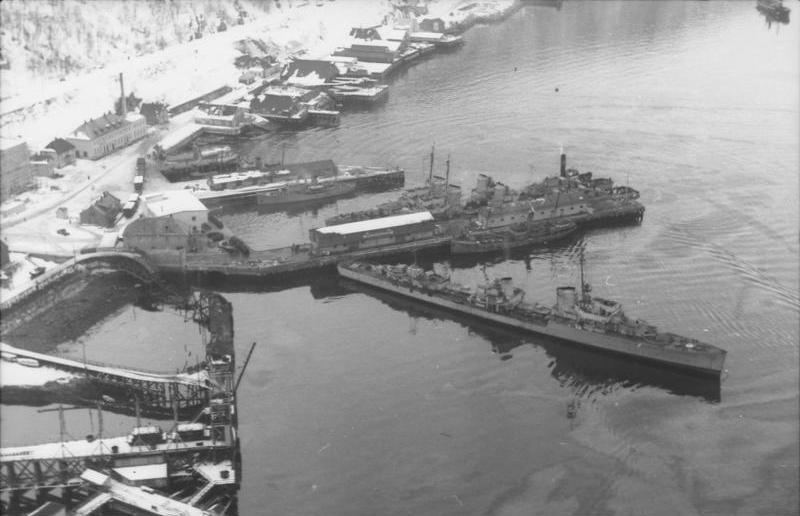
Německé torpédoborce Z17 Diether von Roeder (v popředí; typ 1936) a Z9 Wolfgang Zenker (typ 1934A) v Narviku
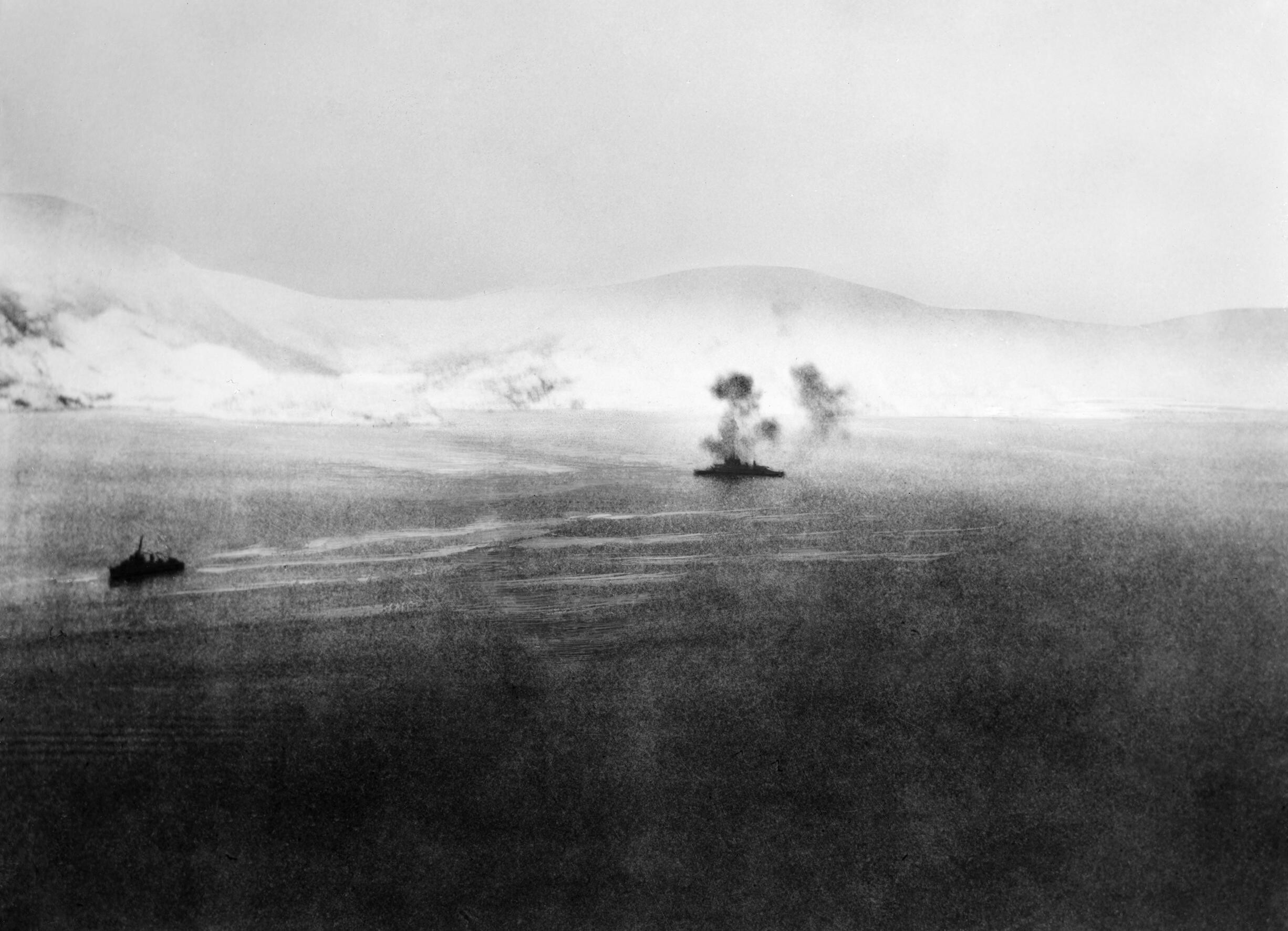
Bitevní loď HMS Warspite (uprostřed) a britský torpédoborec v Ofotfjordu během druhé bitvy u Narviku 13. dubna 1940
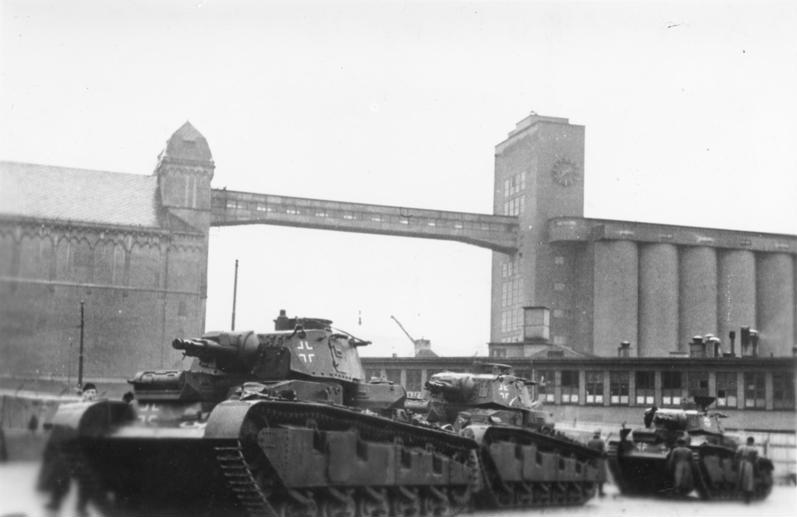
Německé tanky Neubaufahrzeug v Oslo
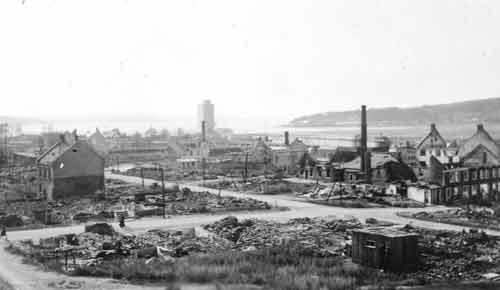
Vybombardované město Steinkjer
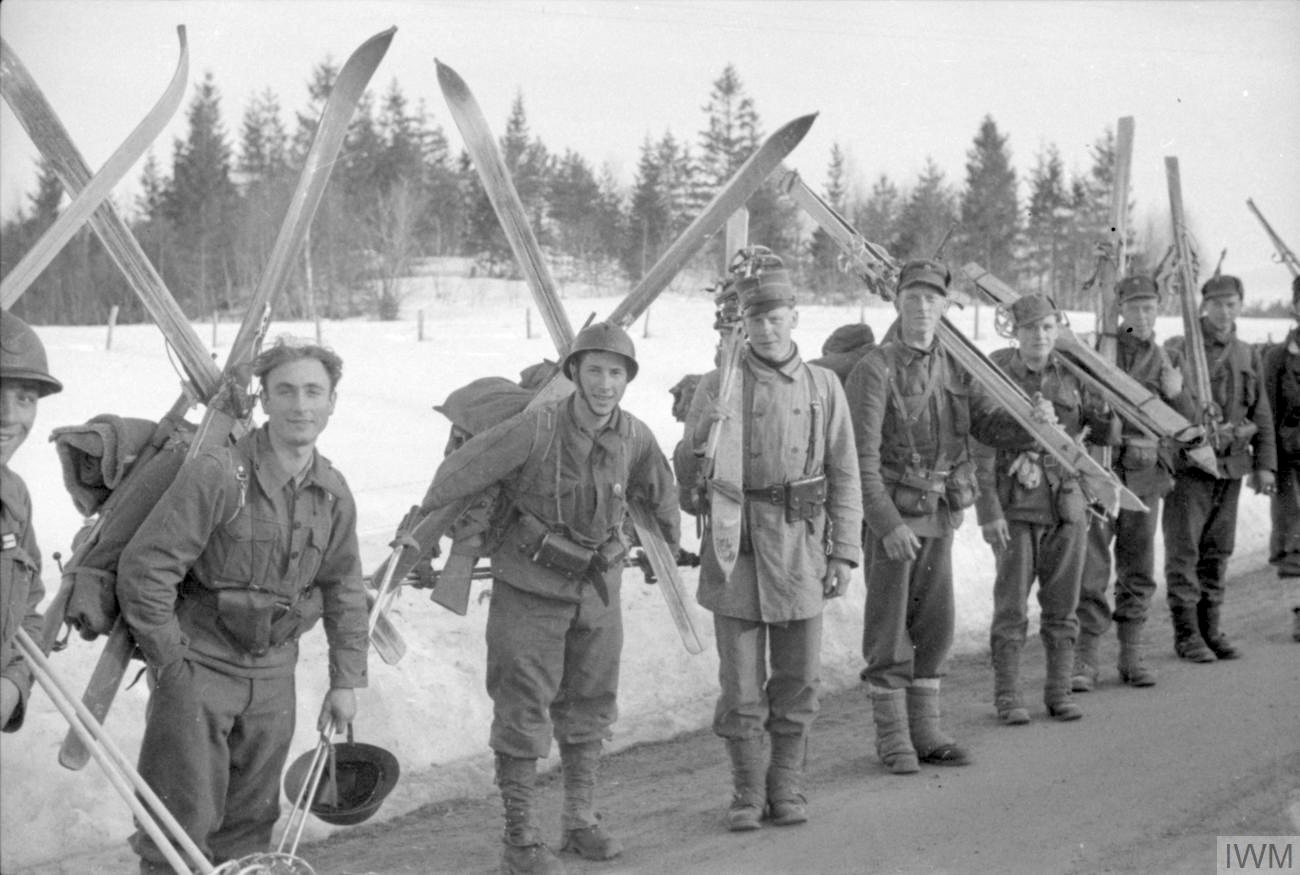
Francouzské a norské jednotky na lyžích, patrně u Narviku